# Gauliga Südhannover-Braunschweig 1943/44
Die Gauliga Südhannover-Braunschweig 1943/44 war die zweite Spielzeit der Gauliga Südhannover-Braunschweig des Fachamtes Fußball. Die Gauliga Südhannover-Braunschweig wurde in dieser Saison erneut mit zehn Mannschaften im Rundenturnier ausgespielt. Die Gaumeisterschaft sicherte sich zum zweiten Mal Eintracht Braunschweig und qualifizierte sich dadurch für die deutsche Fußballmeisterschaft 1943/44. Dort schieden die Braunschweiger nach einer 1:2-Niederlage nach Verlängerung gegen Wilhelmshaven 05 bereits in der ersten Runde aus.

## Abschlusstabelle
| Pl. | Verein                                             | Sp. | S  | U | N  | Tore    | Quote | Punkte |
| --- | -------------------------------------------------- | --- | -- | - | -- | ------- | ----- | ------ |
| 1.  | Eintracht Braunschweig (M)                         | 18  | 16 | 1 | 1  | 100:170 | 5,88  | 33:30  |
| 2.  | VfB Braunschweig (N)                               | 16  | 13 | 0 | 3  | 072:440 | 1,64  | 26:60  |
| 3.  | SV Arminia Hannover                                | 18  | 10 | 0 | 8  | 061:300 | 2,03  | 20:16  |
| 4.  | Kriegsspielgemeinschaft RSV 06/SpVgg 07 Hildesheim | 17  | 9  | 1 | 7  | 052:410 | 1,27  | 19:15  |
| 5.  | Hannover 96                                        | 18  | 6  | 3 | 9  | 034:500 | 0,68  | 15:21  |
| 6.  | Eintracht Hannover                                 | 18  | 6  | 2 | 10 | 043:550 | 0,78  | 14:22  |
| 7.  | SpVgg 1897 Hannover (N)                            | 18  | 6  | 2 | 10 | 051:780 | 0,65  | 14:22  |
| 8.  | SVG Göttingen 07                                   | 18  | 6  | 1 | 11 | 040:450 | 0,89  | 13:23  |
| 9.  | LSV Wolfenbüttel                                   | 17  | 5  | 2 | 10 | 037:760 | 0,49  | 12:22  |
| 10. | SV Linden 07                                       | 18  | 5  | 0 | 13 | 032:860 | 0,37  | 10:26  |

| (M) | Titelverteidiger               |
| (N) | Aufsteiger aus der Bezirksliga |